# Antoni Tabaka

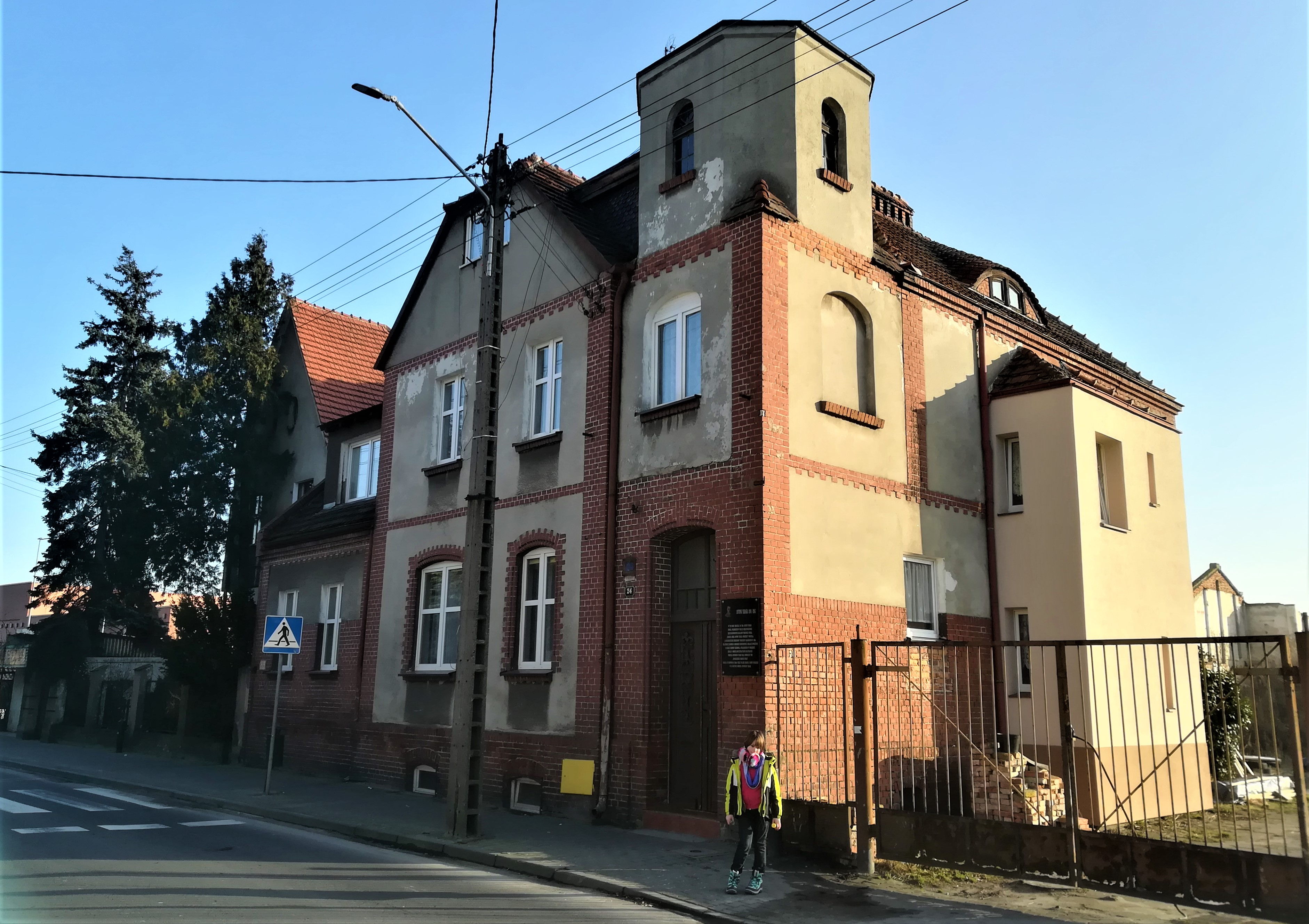
Dawna willa Antoniego Tabaki przy ul. Wrzesińskiej 22 (dawniej nr 7) w Swarzędzu

Antoni Tabaka (ur. 1881 w Kaczanowie, zm. 1945 w KL Mauthausen) – polski przedsiębiorca, fabrykant mebli, stolarz.

## Życiorys

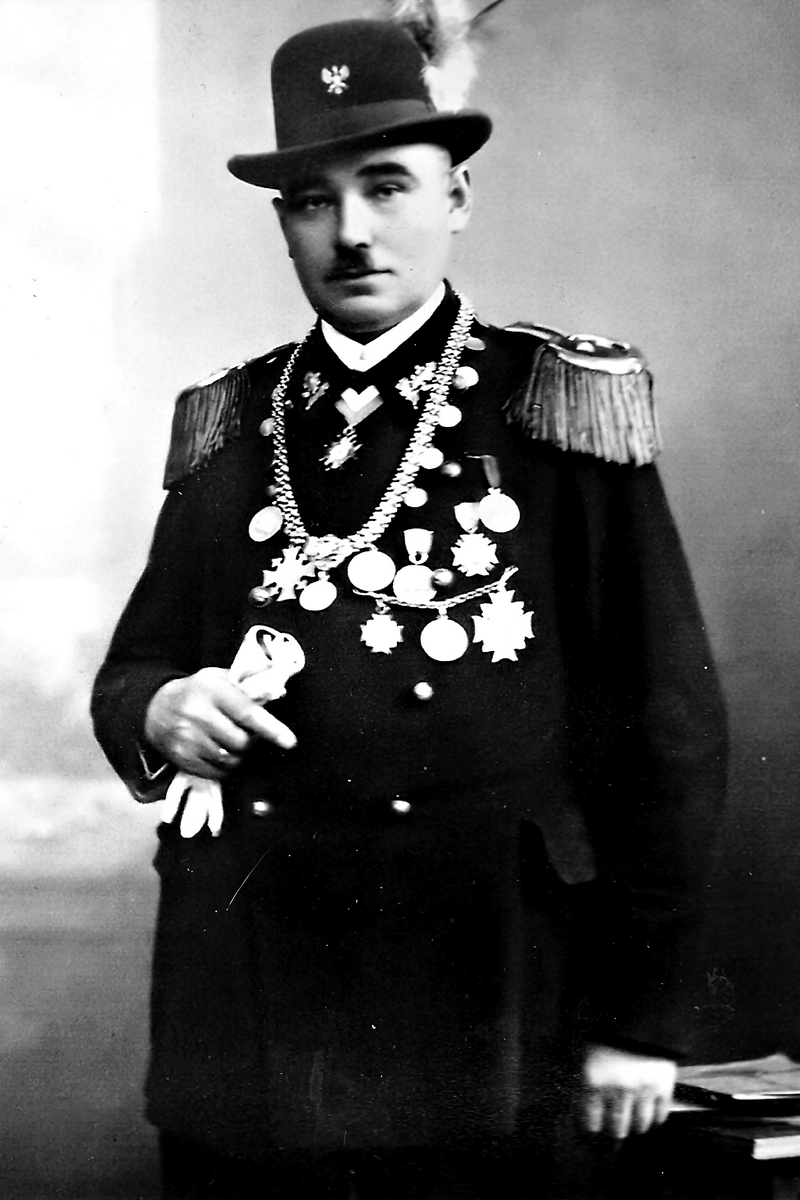
Antoni Tabaka w stroju Bractwa Kurkowego

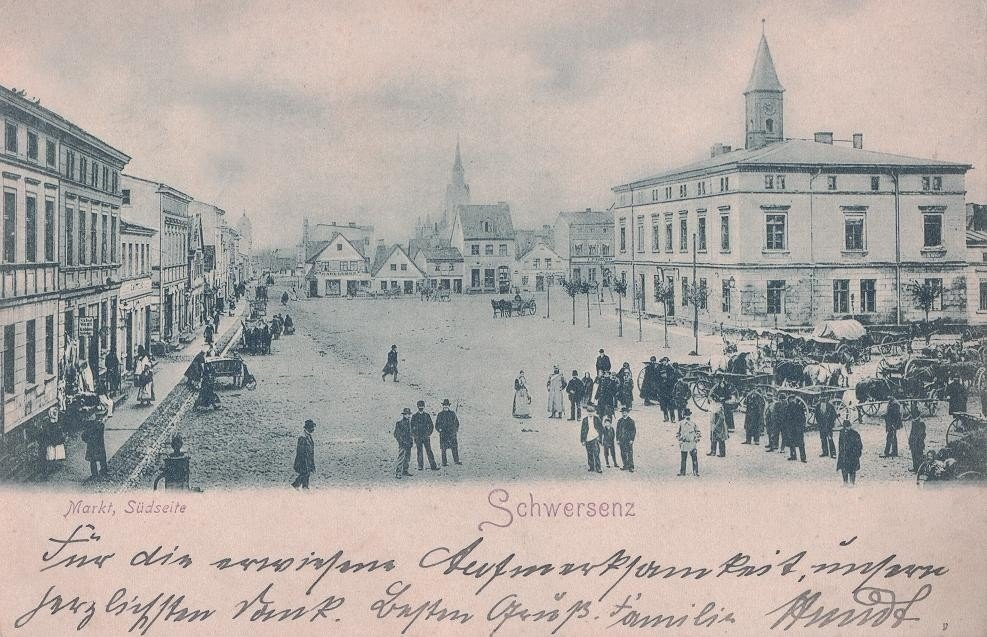
Swarzędz, stara pocztówka

Urodził się w Kaczanowie koło Wrześni, ale rodzina przeprowadziła się do Swarzędza, gdzie terminował w zakładzie stolarskim Henryka Knade, bogatego rzemieślnika. W 1905 ożenił się z córką szefa, Marią Olgą i założył własny warsztat stolarski. Jego działalność została przerwana przez powołanie do armii pruskiej. Chcąc uniknąć walk na froncie zachodnim I wojny światowej postrzelił się w nogę, co umożliwiło  mu powrót do Swarzędza i dalszy rozwój przedsiębiorstwa (odtąd nosił protezę i kulał). W 1921 zatrudniał 30 osób. Celem zwiększenia efektywności biznesowej ograniczył asortyment wytwarzanych mebli do stołów i krzeseł, które zaczął produkować na skalę przemysłową, a jego zakład (Specjalna Fabryka Krzeseł i Stołów przy ul. Wrzesińskiej 7, obecnie 22) stał się pierwszą w pełni zmechanizowaną polską fabryką mebli. Towar wysyłano na eksport do Niemiec, Holandii i Turcji. Ściśle współpracował z tartakiem swojego zięcia, Franciszka Zawidzkiego, który działał przy ul. Poznańskiej 25. Przed 1939 zatrudniał 270 osób, stolarzy różnych specjalności. Od 1939 roku Zakład posiadał własną siłownię parową przenoszącą napęd do obrabiarek za pośrednictwem wałów i pasów transmisyjnych.

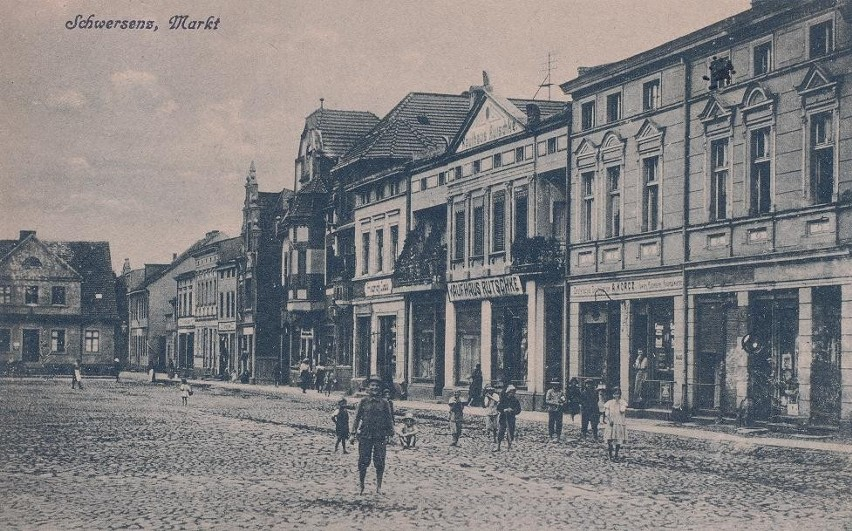
Swarzędz Rynek

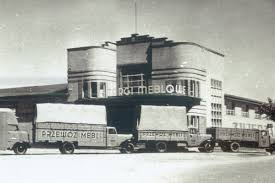
Swarzędzki Pawilon Meblowy

Antoni Tabaka, mimo ogromnego zaangażowania w stworzenie własnej fabryki, zasłużył się również dla wzmocnienia pozycji rzemiosła swarzędzkiego. Z zaprzyjaźnionym z ich domem ks. proboszczem Tadeuszem Mroczkowskim organizował w latach dwudziestych ubiegłego wieku spółki rzemieślników, cech stolarzy, a także w roku 1934 aktywnie działał przy budowie hali targowej (swarzędzki pawilon meblowy), służącej do dziś miejscowym rzemieślnikom. Jako osoba wielce zasłużona dla miasta, pełnił również społeczne funkcje w Bractwie Kurkowym, organizacji skupiającej ówczesne elity. Zdobywał też zaszczytny tytuł Króla Kurkowego.

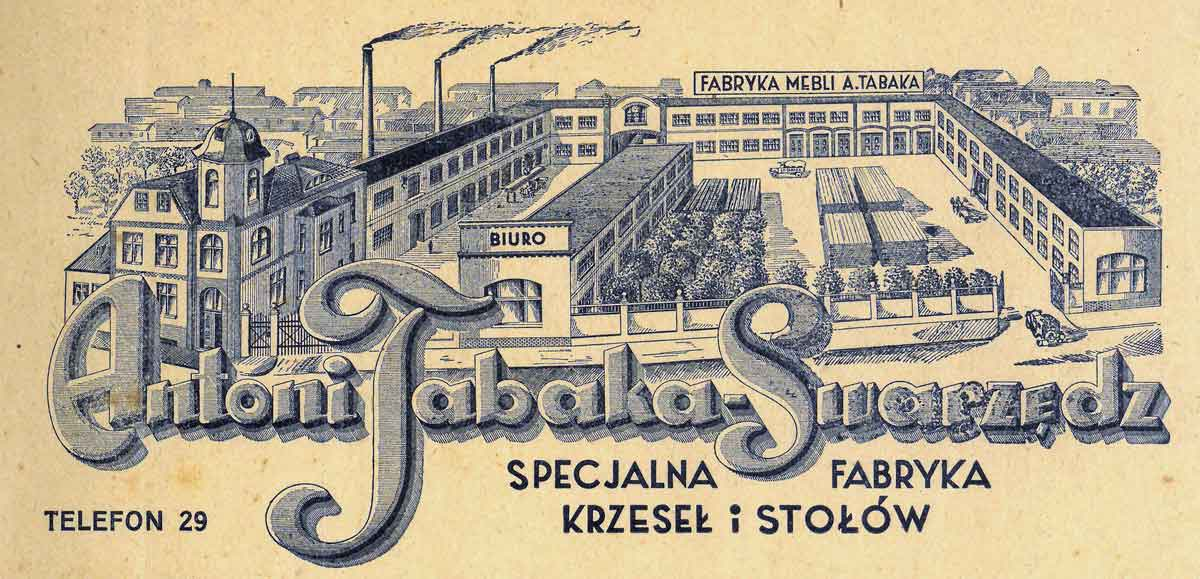
Rycina Specjalnej Fabryki Krzeseł i Stołów Antoniego Tabaki, Swarzędz

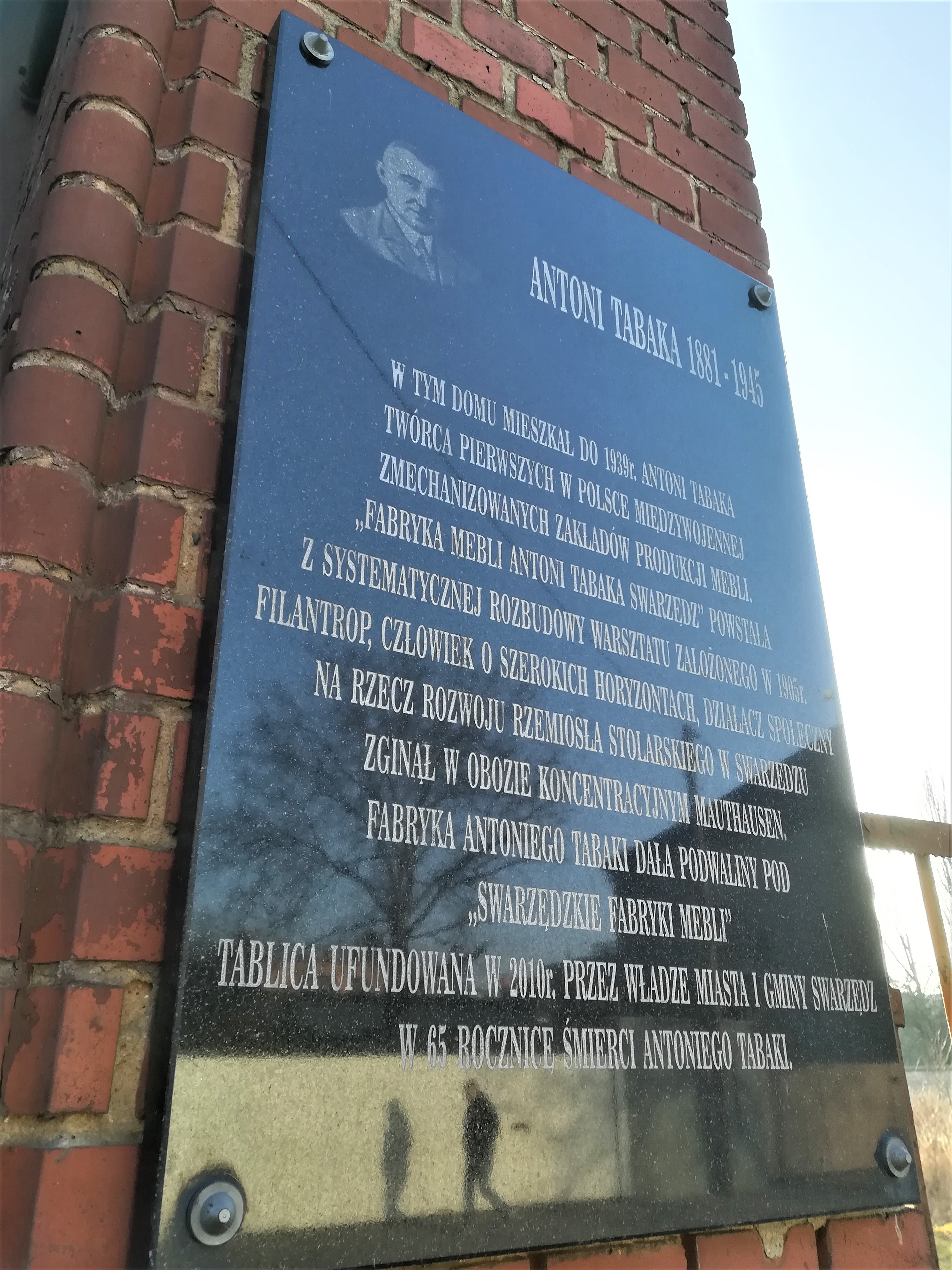
Tablica pamiątkowa dawnej willi Tabaki w Swarzędzu

Po napaści Niemiec na Polskę w 1939 jego fabryka została zrabowana przez Niemców (oddano ją Georgowi Gründlowi, mieszkańcowi Swarzędza), którzy urządzili tu produkcję na potrzeby przemysłu lotniczego. Rodzina została wysiedlona do Warszawy. Podczas powstania warszawskiego został aresztowany i osadzony w niemieckim obozie koncentracyjnym w Mauthausen, gdzie zmarł tuż po wyzwoleniu obozu.
Fabryka Antoniego Tabaki została znacjonalizowana po II wojnie światowej, na podstawie ustawy z 3 stycznia 1946. Weszła w skład późniejszych Swarzędzkich Fabryk Mebli, które funkcjonowały do 2009. Zabudowania dawnej fabryki już nie istnieją. Do dziś pozostała jedynie dawna willa właściciela, na której w 2010 (w 65. rocznicę śmierci) odsłonięto tablicę pamiątkową ku jego czci. Od 2016 jego imię nosi również jedna z ulic w Swarzędzu.

## Rodzina
Z Marią z domu Knade miał trzech synów, których stracił w okresie międzywojennym: dwaj utonęli pod lodem w Jeziorze Swarzędzkim, a trzeci zginął pod pociągiem w drodze do gimnazjum w Poznaniu. Miał też dwie córki, z których starsza, Helena zawarła związek małżeński z Franciszkiem Zawidzkim, swarzędzkim przedsiębiorcą tartacznym. Żona umarła na tyfus w niemieckim obozie koncentracyjnym w Ravensbrück.

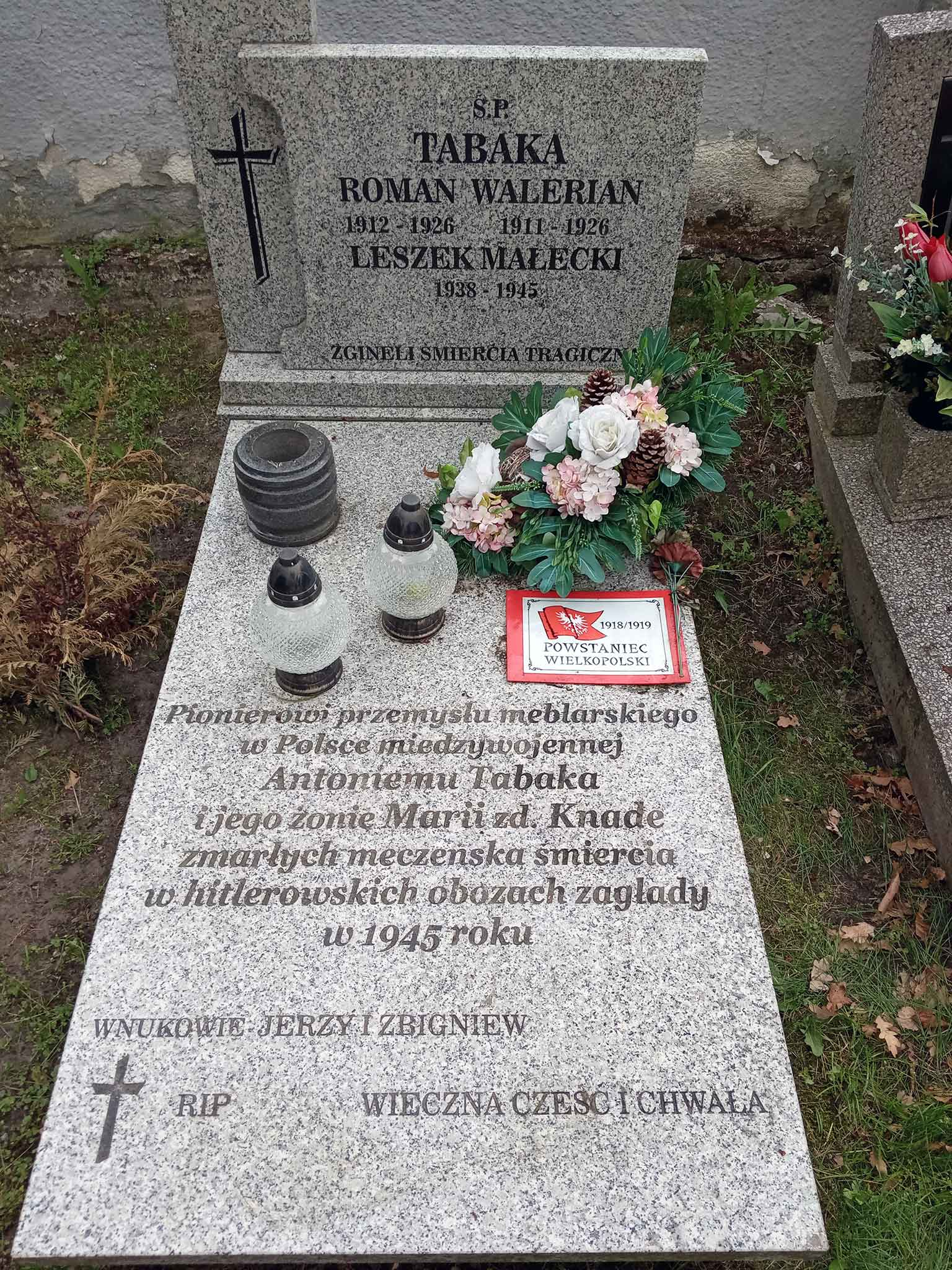
Grób symboliczny w Swarzędzu

Wnukami Tabaków, dziećmi ich córki Heleny Zawidzkiej była prezenterka telewizyjna Urszula Zawidzka (ur. 30 lip. 1929, zm. 19 grud. 1981) i Zbigniew Antoni Zawidzki (ur. 15 stycznia 1932, zm. 21 stycznia 2023), który interesował się miastem. Był z nim związany emocjonalnie, z sentymentem wspominając lata dzieciństwa spędzone w Swarzędzu. Był wieloletnim czytelnikiem "Tygodnika Swarzędzkiego", lubił czytać przesyłane mu egzemplarze gazety, szczególnie informacje dotyczące historii miasta i działalności regionalistów, skupionych w Towarzystwie Miłośników Ziemi Swarzędzkiej. Synem drugiej córki Tabaków, Ewy Ireny (1910-1987) i Jana Małeckiego (ur. 1902, zm. 1982) - lekarz laryngolog, profesor medycyny, członek założyciel Bydgoskiego Towarzystwa Naukowego - był Jerzy Małecki (ur. 1933, zm. 2018) - profesor Instytutu Fizyki Molekularnej Polskiej Akademii Nauk.
Braćmi Marii Olgi z d. Knade byli Paweł Knade i Jan August Kande. Paweł Knade (ur. 1880, zm. 1960) prowadził jedną z najstarszych firm w Swarzędzu (od 1905 roku). Był założycielem i jedynym właścicielem, znanym na całą okolicę jako jeden z najlepszych mistrzów stolarskich. Firma mieściła się na ul. Piaski. Należał do Bractwa Kurkowego.
Jan August Kande, stolarz (ur. 1889, zm. 1929) ożenił się z Antoniną Karpiewską (ur. 1886, zm. 1929). Mieli dzieci: Kazimierza (ur. 14 paź 1920, zm. 20 lis 2005),  Józefa (ur. 1919, zm. 2001), Zofię (ur. 1917, z. 1987) i Romana (ur. ok. 1928 zm. ok. 1950). Po przedwczesnej śmierci Jana i Antoniny, ich dziećmi zajmowali się Tabakowie i jej siostra  - Pelagia Karpiewska (ur. 1901, zm. 1969). Również do końca życia byli związani ze Swarzędzem. Kazimierz pracował jako kierownik działu elementów w Swarzędzkiej Fabryce Mebli. Jego żoną była Janina z d. Kołodziejczak (ur. 19 gru 1932, zm. 19 kwi 1998) - córka Franciszka Kołodziejczaka (ur. 2 gru 1902 w Nowym Mieście, zm. 10 sie 1976), bohatera Powstania Wielkopolskiego - walczył w Bitwie nad Bzurą (polska armia – „Poznań” pod dowództwem gen. Tadeusz Kutrzeba), i Marianny Sroki (ur. 14 sty 1903, zm. 13 kwi 1962), a siostra płk. dyplomaty Bogusława Kołodziejczaka (ur. 13 kwi 1962, zm. 11 lis 2021) i Mariana (ur. 1947, zm. 1989).
Najstarszą córką Kazimierza i Janiny była Maria Antonina (ur. 20 lip 1954, zm. 8 kwi 1995 w Swarzędzu), ukończyła Miejską Szkołę Handlową (obecnie: Zespół Szkół Handlowych im. Bohaterów Poznańskiego Czerwca '56) – kompleks edukacyjny zlokalizowany w Poznaniu przy ul. Śniadeckich 54/58 na Grunwaldzie (Osiedle Św. Łazarz). Jej córką jest Kapsyda Kobro-Okołowicz, działaczka społeczna, ekonomistka, witkacolog, poetka, badaczka monografii artystycznych w Polsce i Europie, autorka m.in. książki pt. "Mao Star. Instynktowne zanikanie w przestrzeni..." (poświęconej Małgorzata Starowieyska), fundatorka i członek zarządu Instytutu Witkacego, członkini Kapituły Nagrody "Okulary Ks. Kaczkowskiego – Nie widzę przeszkód". Ukończyła Liceum Ekonomiczne w Swarzędzu (liceum już nie istnieje, wchodziło w skład Zespołu Szkół Nr 1 im. Powstańców Wielkopolskich). W dzieciństwie mieszkała przez kilka lat w domu Antoniego Tabaki na ul. Wrzesińskiej.
Córkami Józefa Knadego i Jadwigi z d. Dukat (ur. 9 paź. 1921) są m.in. Mirosława (16 czer. 1948) i Gabriela (ur. 11 stycz. 1958).
Mirosława z wykształcenia będąca plastyczką, miała okazję pracować w SFM i zajmować się marketingiem. Co więcej, w Swarzędzu współpracowała z zespołem psychologów nad stworzeniem pomocy arteterapeutycznej dla młodzieży z grupami niepełnosprawnościami, podopiecznych Stowarzyszenia Przyjaciół Dzieci Specjalnej Troski; prowadziła zajęcia plastyczne. Jest również członkiem honorowym i posiada odznakę przyjaciela Stowarzyszenia Przyjaciół Dzieci Specjalnej Troski w Swarzędzu. Organizacja kontynuuje swoją działalność. Natomiast Gabriela jest nauczycielką technologii drewna. Córka Zofii Knade, Ewa (ur. 22 wrz. 1955), również wybrała ścieżkę związaną z drewnem jako technolog.
Twórczość Antoniego Tabaki i swarzędzkich stolarzy można zobaczyć w Muzeum - Swarzędzkim Centrum Historii i Sztuki - powstało w dawnym budynku remizy strażackiej, przystosowanym do celów muzealnych w ramach projektu Budżetu Obywatelskiego Swarzędza na 2017 rok. Inwestycja – w dużej mierze sfinansowana z pozyskanych przez Gminę Swarzędz środków z Unii Europejskiej jest odpowiedzią na potrzebę stworzenia w gminie miejsca prezentującego historię i różnorodność kulturalną Swarzędza. Misją Centrum jest gromadzenie, ochrona oraz promowanie duchowego i materialnego dziedzictwa kulturowego regionu. Do podstawowych zadań należy także upowszechnianie wiedzy o tradycjach i zabytkach gminy, bogatej historii rzemiosła stolarskiego, a ponadto przybliżanie mieszkańcom twórczości lokalnych artystów. Wizyta w SCHiS zachęca do dialogu z kulturą, jest przyczynkiem do dalszego jej poznawania.